# Кламор фон Трота
Кламор Ернст Отто фон Трота (нім. Clamor Ernst Otto von Trotha; 6 жовтня 1894, Магдебург — 4 листопада 1988, Гамбург) — німецький офіцер, контрадмірал крігсмаріне.

## Біографія
Представник знатного саксонського роду спадкових військовиків. 1 квітня 1912 року вступив на флот. Після проходження навчання з 5 серпня 1914 року служив на лінкорі «Мекленбург». Учасник Першої світової війни. З лютого 1915 року — 2-й радіотехнічний офіцер на лінкорі «Ганновер». З листопада 1916 по січень 1917 року пройшов курс підводника. В січні-лютому 1917 року — вахтовий офіцер на підводному човні SM U-46, з 3 березня 1917 року — на SM U-94. В січні 1918 року направлений на будівництво SM U-117. З 28 березня 1918 року — вахтовий офіцер на SM U-117. З 8 травня 1918 року — інструктор училища підводників. З 7 листопада 1918 року — вахтовий офіцер на SM U-163.
11 січня 1919 року переданий у розпорядження начальника військово-морської станції «Остзе». З 21 лютого 1919 року — вахтовий офіцер на торпедному катері T127. 2 жовтня 1919 року знову переданий у розпорядження начальника військово-морської станції «Остзе». З 19 березня 1920 року служив у 3-й морській бригаді Левенфельда. З 1 червня 1920 року — офіцер супроводу в союзницькій наглядовій комісії. З 26 жовтня 1920 року виконував обов'язки командира легкого крейсера «Берлін». З 10 квітня 1921 року — офіцер роти, з 22 лютого 1922 року — командир роти 4-го батальйону берегової оборони. З 7 жовтня 1922 року — вахтовий офіцер на крейсері «Гамбург». З 22 вересня 1924 року — командир роти морського батальйону зв'язку і, одночасно, інструктор морського училища зв'язку. З 1 квітня 1925 року — ад'ютант училища торпед і зв'язку, одночасно з 1 квітня по 28 вересня 1925 року — морський офіцер зв'язку у Фленсбурзі. З 7 жовтня 1927 року — 1-й і кадетський офіцер на навчальному вітрильнику «Ніоба». З 15 жовтня 1928 року — 1-й торпедний офіцер на лінкорі «Гессен». З 2 жовтня 1930 року — 1-й ад'ютант коменданта фортеці Вільгельмсгафен. З 30 вересня 1933 року — командир 1-го морського артилерійського батальйону, з 28 вересня 1935 року — 1-го морського унтерофіцерського навчального батальйону.
З 11 квітня 1938 року — директор торпедного відділу військово-морських верфей Вільгельмсгафена, одночасно о 21 липня 1940 року — директор навігаційного відділу. З 16 липня 1942 року — комендант торпедного арсеналу «Захід», з 1 березня по 5 вересня 1943 року — «Cхід», з 6 листопада 1943 року — морських укріплень на Полярному узбережжі, з 9 вересня 1944 року — морських укріплень Бергена. 29 січня 1945 року переданий у розпорядження головнокомандувача ВМС. 1 травня 1945 року взятий у полон. 28 травня 1945 року звільнений.

## Звання
- Морський кадет (1 квітня 1912)
- Фенріх-цур-зее (12 квітня 1913)
- Лейтенант-цур-зее (22 березня 1915)
- Оберлейтенант-цур-зее (25 грудня 1917)
- Капітан-лейтенант (1 червня 1924)
- Корветтен-капітан (1 жовтня 1931)
- Фрегаттен-капітан (1 жовтня 1936)
- Капітан-цур-зее (1 листопада 1937)
- Контрадмірал (1 листопада 1942)

## Нагороди
- Залізний хрест
  - 2-го класу (1 липня 1916)
  - 1-го класу (15 липня 1917)
- Хрест Фрідріха (6 травня 1918)
- Нагрудний знак підводника (9 вересня 1918)
- Почесний хрест ветерана війни з мечами
- Медаль «За вислугу років у Вермахті»
  - 4-го, 3-го і 2-го класу (18 років; 2 жовтня 1936) — отримав 3 нагороди
  - 1-го класу (25 років; 1 квітня 1937)
- Хрест Воєнних заслуг
  - 2-го класу з мечами (18 грудня 1940)
  - 1-го класу з мечами (20 квітня 1942)
- Застібка до Залізного хреста 2-го класу